# 조쉬아 길라보기
조쉬아 길라보기(프랑스어: Josuha Guilavogui, 1990년 9월 19일 ~)는 기니계 프랑스인 축구 선수이다. 현재 분데스리가의 마인츠 05에 뛰고 있다.
2009년 AS 생테티엔에서 프로 무대에 데뷔했으며, 이후 2013년 9월 2일에 1천만 유로에 아틀레티코 마드리드로 이적하였다. 그 뒤 2014년 자신의 친정팀인 생테티엔으로 임대 이적해 복귀한 뒤 같은 해 VfL 볼프스부르크에 다시 임대되었다.